# Akt 5 listopada

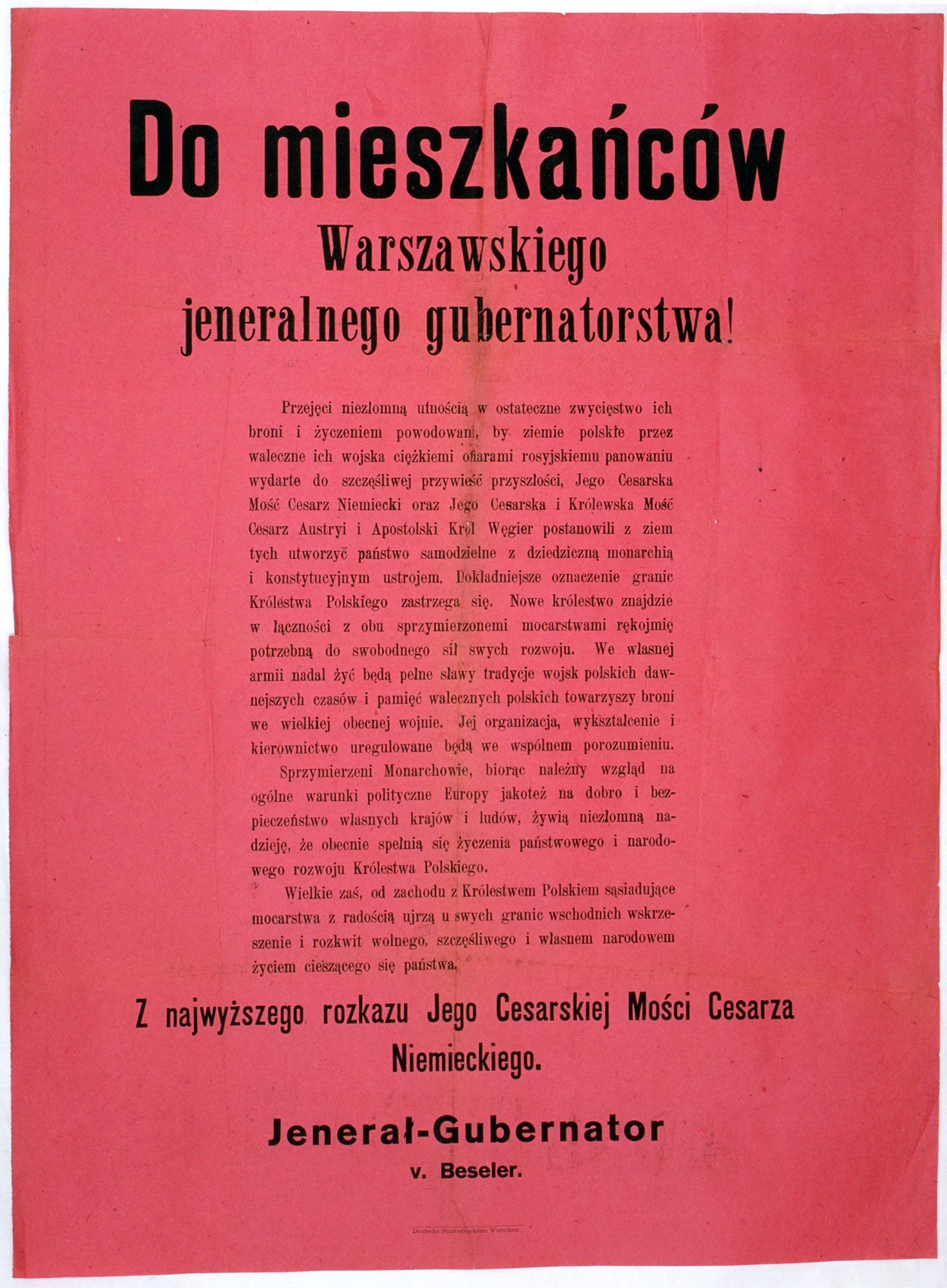
Plakat zawierający treść proklamacji

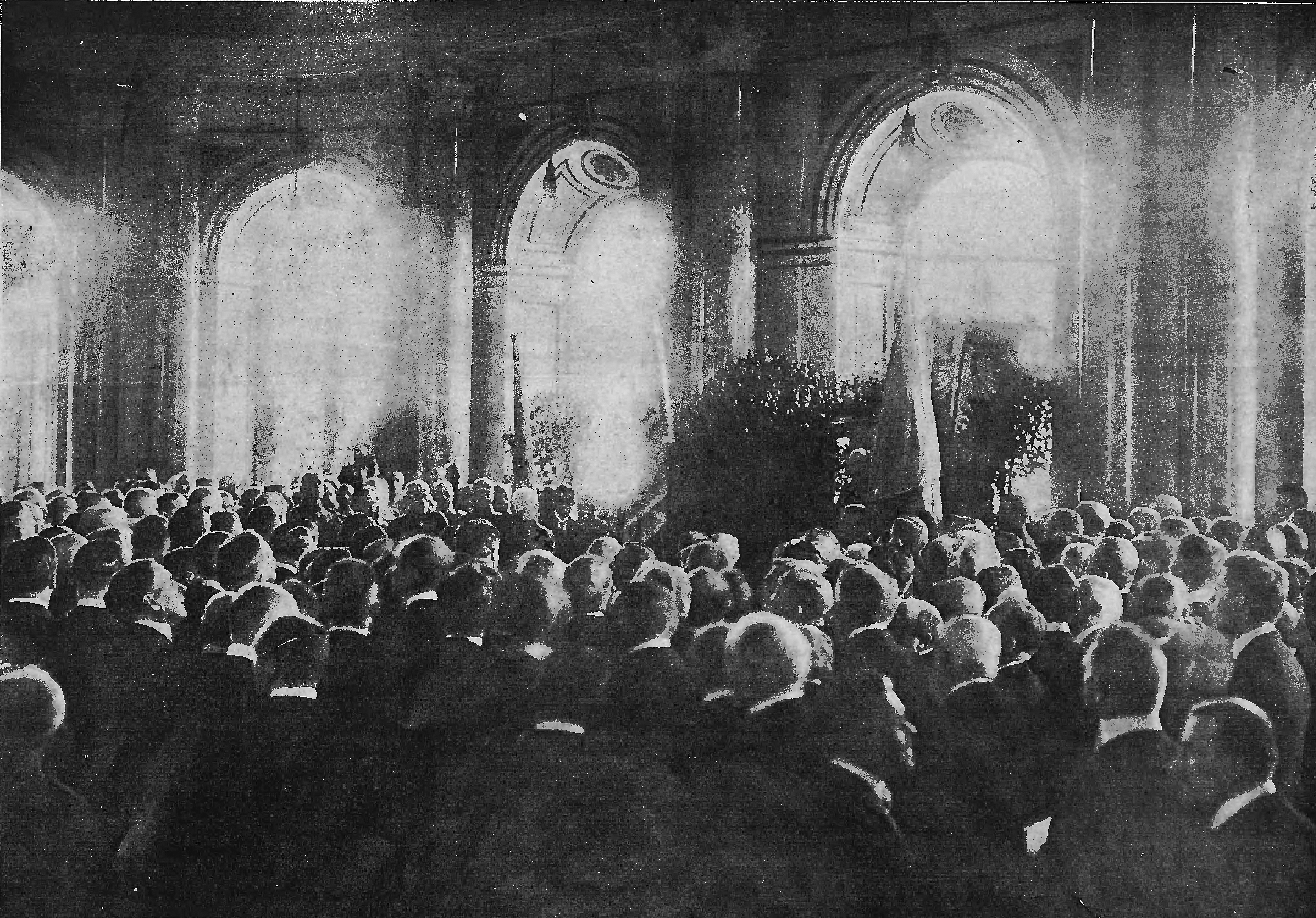
Bogdan Hutten-Czapski (xx) odczytuje deklarację niepodległości w Sali Kolumnowej Zamku Królewskiego w Warszawie

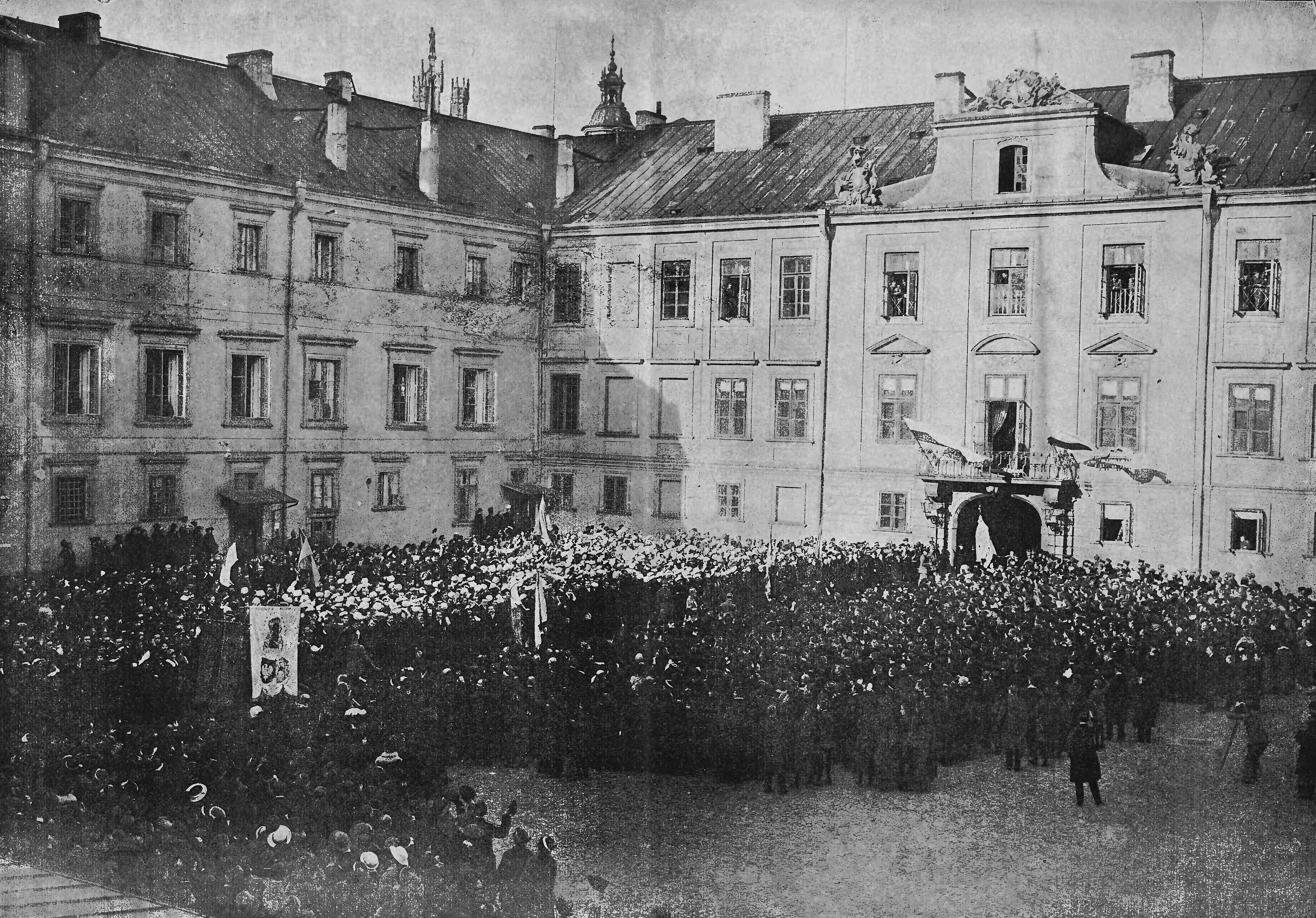
Zgromadzenie delegacji na dziedzińcu Zamku Królewskiego w Warszawie po odczytaniu deklaracji

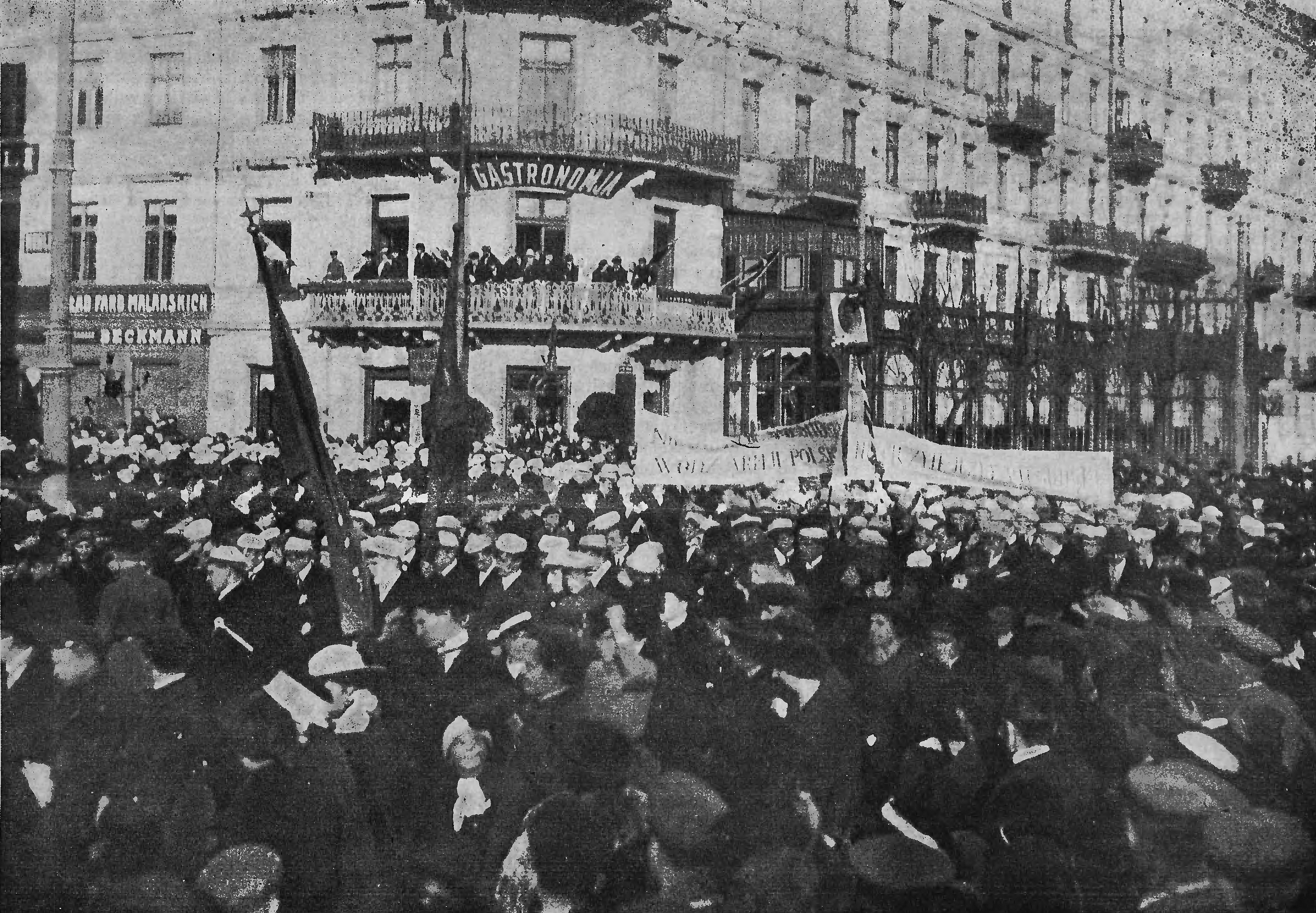
Pochód w Warszawie na cześć Józefa Piłsudskiego w listopadzie 1916

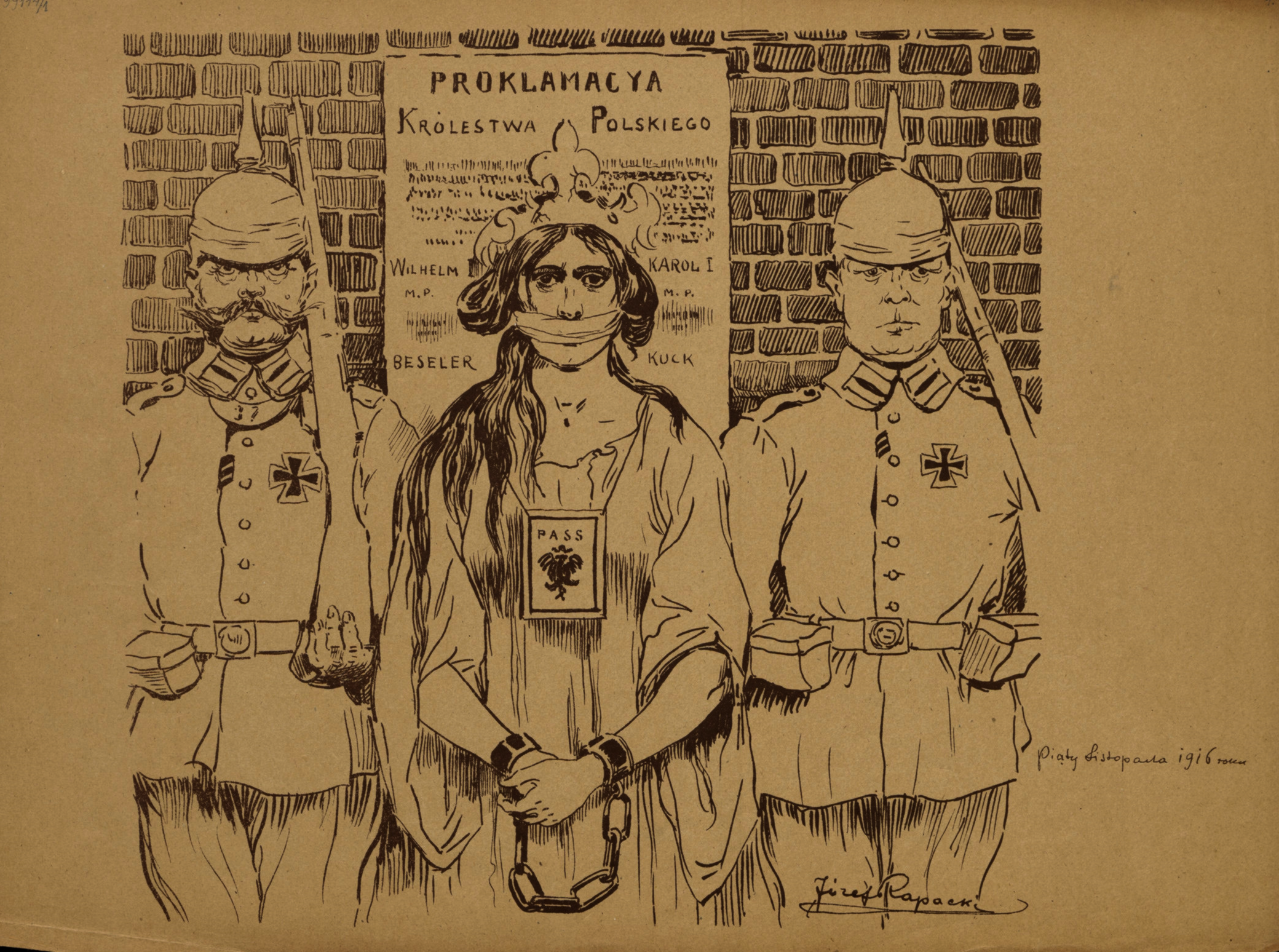
Piąty listopada 1916 roku, plansza 1. z teki „Pro memoria. Prusak w Polsce (1915-1918)” Józefa Rapackiego z 1919 roku

5 listopada 1916 w wyniku konferencji w Pszczynie władze niemieckie i austro-węgierskie wydały proklamację, z podpisami swych generalnych gubernatorów von Beselera i Kuka, zawierającą obietnicę powstania Królestwa Polskiego, pozostającego w niesprecyzowanej „łączności z obu sprzymierzonymi mocarstwami”. W akcie tym nie określono granic przyszłej monarchii, a jej status wyrażało słowo „samodzielne” zamiast „niepodległe”, co nie satysfakcjonowało m.in. polskich działaczy narodowych na Śląsku, którzy uznali ogłoszenie tego aktu za działanie pozorne. Dokument ten zawierał natomiast sformułowania dotyczące utworzenia armii polskiej.
Po bitwie pod Kościuchnówką, w której I Brygada Legionów Polskich walcząca po stronie Austro-Węgier zapobiegła przerwaniu frontu przez wojska rosyjskie, generał Erich Ludendorff, generalny kwatermistrz Armii Cesarstwa Niemieckiego, napisał list do władz w Berlinie, postulując utworzenie zależnego od Niemiec państwa polskiego i zbudowanie polskiej armii. Jego zdaniem mogło to dać Niemcom zwycięstwo na froncie wschodnim. Wydanie aktu wiązało się z faktem, że przedłużająca się I wojna światowa zmusiła państwa centralne do próby wykorzystania na swoją rzecz zasobów mobilizacyjnych Królestwa Kongresowego.

## Reakcje państw Ententy i Stanów Zjednoczonych

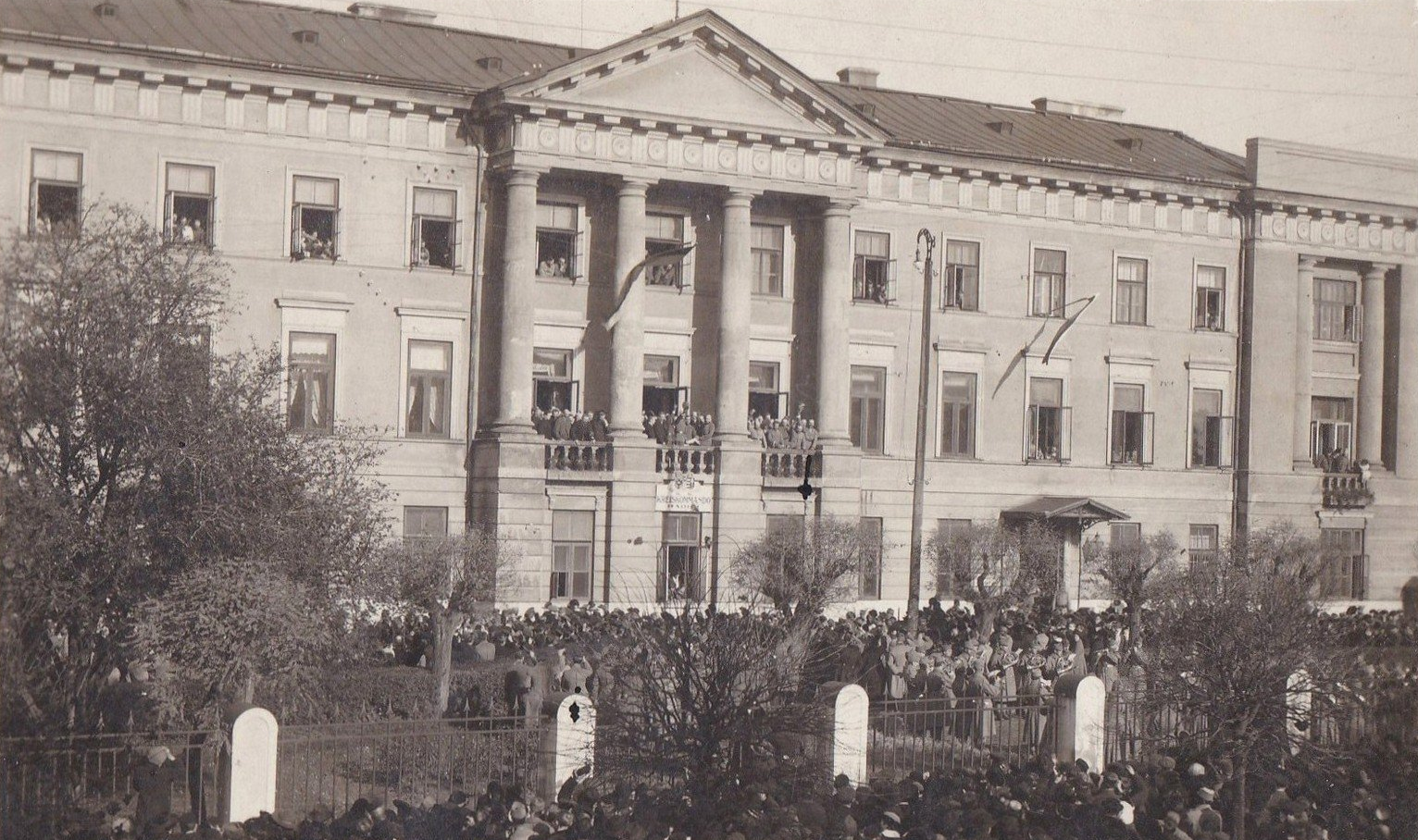
Ogłoszenie Aktu 5 listopada z balkonu Pałacu Sandomierskiego w Radomiu

Akt 5 listopada wywołał protesty państw Ententy. Rząd rosyjski 15 listopada 1916 zaprotestował przeciw rozporządzaniu Królestwem Polskim przez okupantów oraz ponowił uroczyście przyrzeczenie stworzenia całej Polski złożonej z wszystkich ziem polskich, która po zakończeniu wojny będzie miała prawo z całą swobodą samodzielnie urządzić swoje życie narodowe, kulturalne i gospodarcze pod berłem panujących rosyjskich na zasadzie jedności państwowej. Oświadczenie to poparły Wielka Brytania i Francja, przyjmując je w telegramie do premiera rosyjskiego Borisa Stürmera z 16 listopada 1916 do wiadomości, a w dniu następnym (17 listopada) uczyniły to samo Włochy. W rosyjskiej Dumie Państwowej premier Aleksander Trepow złożył 2 grudnia oświadczenie, że ziemie odwiecznie polskie poza granicami Rosji będą odzyskane, a cała Polska w granicach etnograficznych będzie wolna w nierozerwalnym związku z Rosją. Niemniej jednak w grudniu 1916 za niepodległością Polski wypowiedział się parlament Włoch. W styczniu 1918 za niepodległością Polski w punkcie trzynastym czternastu punktów Wilsona, wypowiedział się prezydent Stanów Zjednoczonych Woodrow Wilson.
Choć sam akt 5 listopada nie dawał Polakom pewnej i konkretnej wizji przyszłej niepodległej Polski, to wywołał on na świecie tak szeroki oddźwięk, że jego ogłoszenie było kluczowym czynnikiem w polskich staraniach o odzyskanie niepodległości, ponieważ zmusił państwa Ententy do nacisku na Rosję, aby zaoferować będącym pod jej zaborem Polakom konkurencyjną ofertę. Pod wpływem tego nacisku car Mikołaj II 12/25 grudnia 1916 wydał rozkaz, w którym do celów wojny zaliczył odbudowę Polski wolnej, złożonej ze wszystkich trzech części, dotąd rozdzielonych (jednak, jak należało przypuszczać na podstawie wcześniejszych oświadczeń, nadal w unii z Imperium Rosyjskim). Po rewolucji lutowej w 1917 i obaleniu caratu rząd tymczasowy księcia Lwowa 17/30 marca 1917 zadeklarował Naród rosyjski, który zrzucił jarzmo, przyznaje także polskiemu bratniemu narodowi pełne prawo stanowienia o swoim losie według własnej woli. Rząd Tymczasowy (...) dopomoże do utworzenia niezawisłego państwa polskiego ze wszystkich terytoriów, w których Polacy tworzą większość, jako rękojmię trwałego pokoju w przyszłej, nowo zorganizowanej, Europie.

## Znaczenie państwowotwórcze
W dniu 15 stycznia 1917 rozpoczęła działalność Tymczasowa Rada Stanu w Królestwie Polskim, powołana przez niemieckie i austro-węgierskie władze okupacyjne. W październiku 1917 władze okupacyjne ustanowiły Radę Regencyjną, która zgodnie ze słowami powołującego ją Patentu zastępowała króla i regenta. Natomiast 26 listopada 1917 Rada Regencyjna powołała rząd Jana Kucharzewskiego. 13 lutego 1918 Rada protestując przeciw zawarciu pokoju brzeskiego 9 lutego, uznała go za pogwałcenie ducha i wewnętrznej treści wydanych aktów monarszych i oświadczyła, iż będzie czerpać prawo sprawowania zwierzchniej władzy państwowej opierając się na woli Narodu.